# Migazzi Vilmos

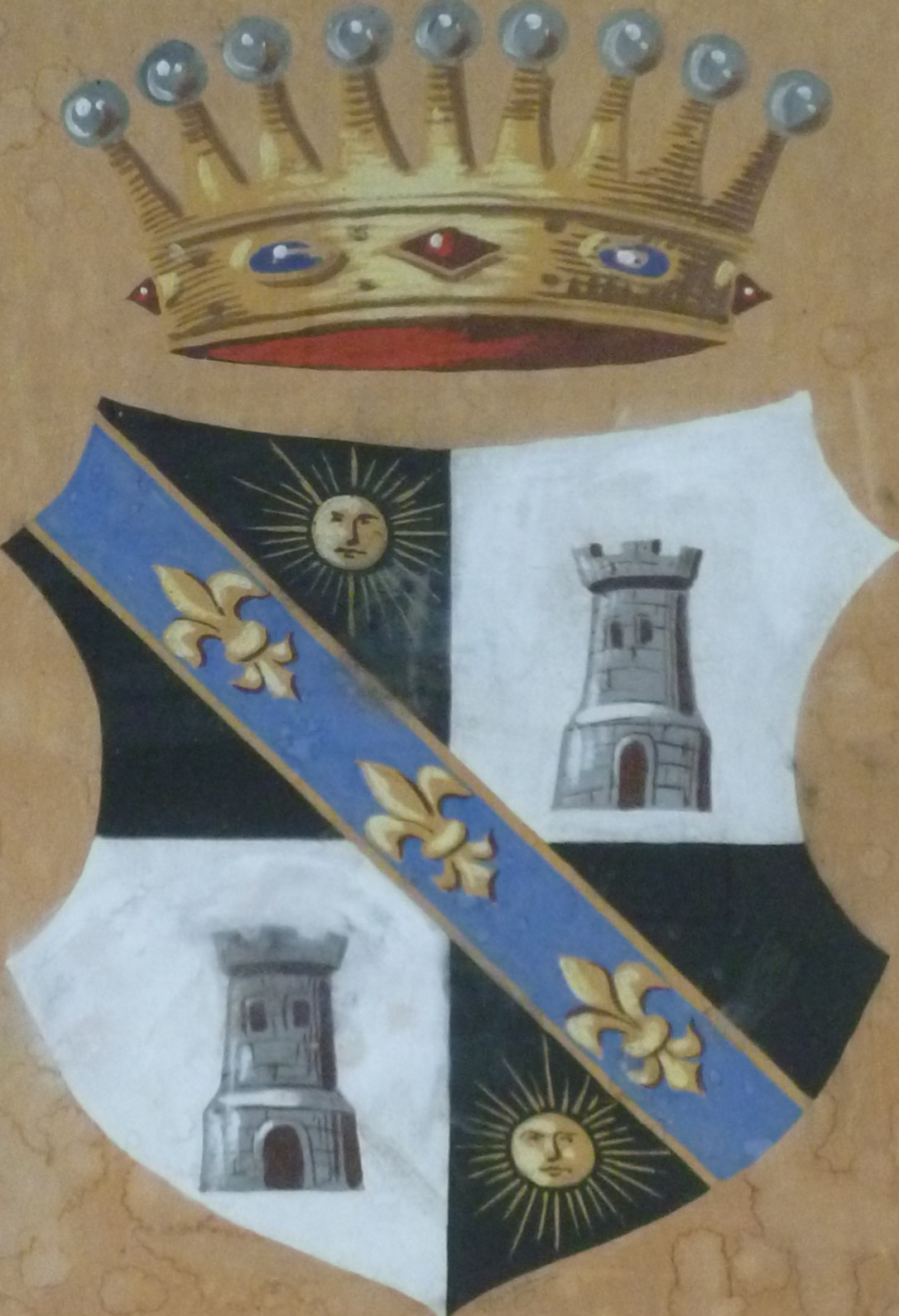
Migazzi Vilmos családi címere

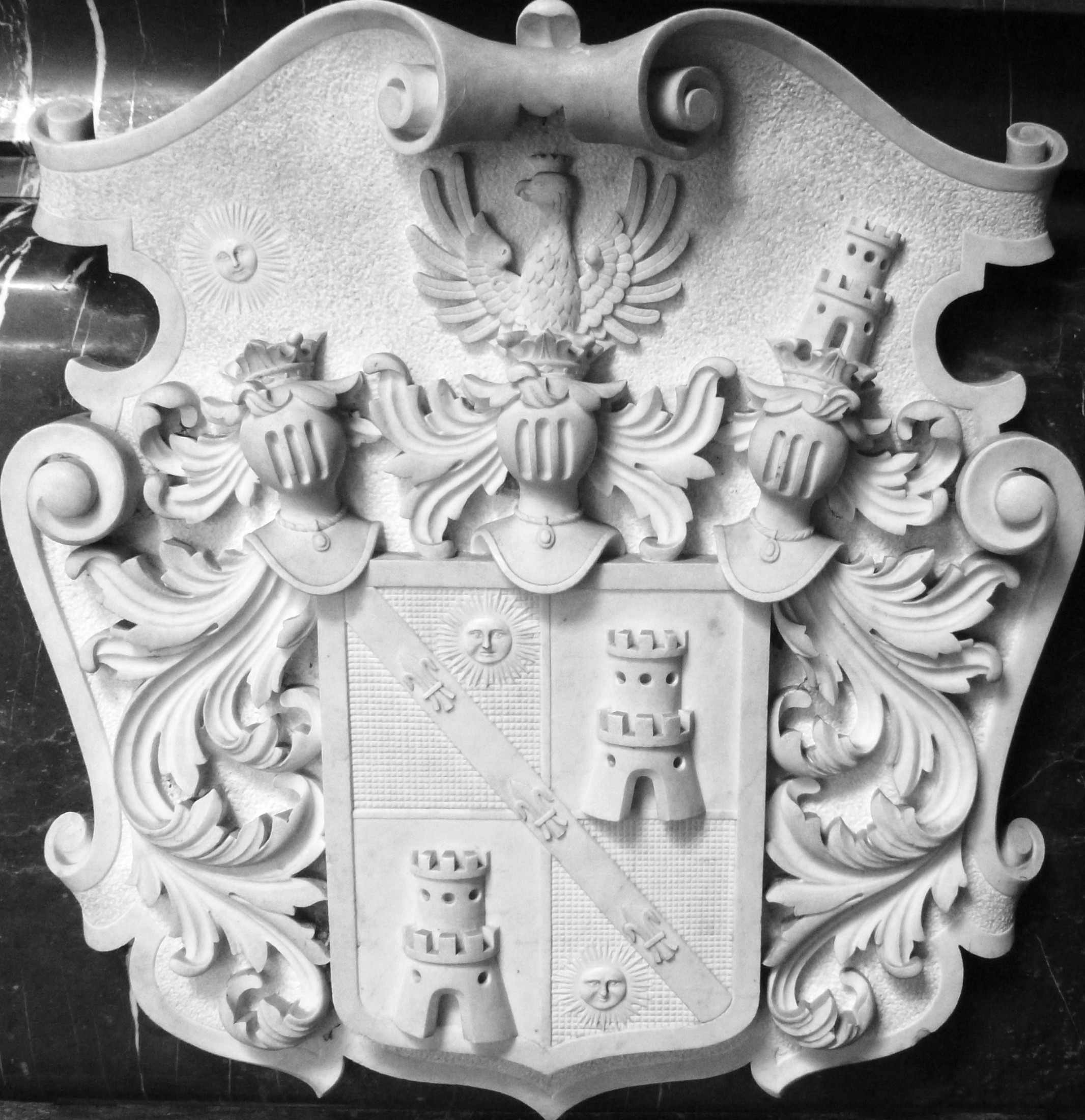
Migazzi címer

Váli és sonnenthurmi gróf Migazzi Vilmos (Pozsony, 1830. február 26. – Aranyosmarót, 1896. augusztus 28.), császári kamarás, országgyűlési képviselő, Bars vármegye főispánja, az országos halászati egyesület megalapítója, 1884-től főrendházi tag.

## Életrajza
Migazzi, vagy Migazzy Vilmos, a svájci származású Migazzi család utolsó férfitagjaként született. Apja Migazzi Rudolf Kristóf császári, királyi kamarás, aranyos-maróthi (Barsm.) birtokos, anyja Szent-Iványi Matild volt. Felesége Marczibányi Antónia (1836 körül-?) csillagkeresztes hölgy, kivel 1853. március. 29-én kelt egybe és ki 1886. május 21-én hunyt el. Gyermekeik voltak Mária (1854), Eugénia (1855), Margit (1863), Vilma (1864) és Antónia (1867).
Aranyosmaróti birtokán élt, a közéletben korán szerepet vállalt. 1861-ben tagja volt az országgyűlésnek, és mint főrendi tagot Bars megye főispánjává nevezték ki. Később állásáról lemondva a képviselőházban a szabadelvű párt tagjaként több cikluson át képviselte az aranyosmaróti kerületet, majd 1884-től a főrendiházban tagja volt a közgazdasági bizottságnak.
Az Aranyosmaróton székelő főispánnak Aranyosmarót fejlődése szempontjából nagy érdemei voltak. A városból eltűntek a falusi, szalmatetős házak, helyükbe modern “kúriák” épültek. Négy halastavat alapított, és az egész országban olvasott halászati újságot nyomatott.
1896. augusztus 28-án Aranyos-Maróthon hunyt el, vele fiúi ágon a Migazzi-család kihalt.

## Munkássága
Aranyosmaróti birtokán a 19. század végén cukorgyárat, sörgyárat és gőzmalmot alapított. Beindult a textil- és a szőnyeggyártás, létrejött néhány kisebb téglagyár is. 1873 és 1875 között kórház épült, elsőként Bars vármegyében, majd munkássága révén beindult a vasúti közlekedés is (1891-1894) Aranyosmarót, illetve Kistapolcsány és Érsekújvár között.
A hazai halászat terén is kiváló érdemeket szerzett; a magyarországi halászati egylet az ő kezdeményezésének köszönhette létét, és mint az egylet elnöke az ez irányban jelentkező törvényhozási és társadalmi mozgalmak egyik vezetője volt.
1857-ben császári és királyi kamarás lett, 1878-ban a szent István-renddel tüntették ki.

## Munkái
- Földmívelési Érdekeinkben (1882. Halászatunk és haltenyésztésünk, felolv. a Gazdakörben febr. 8.)
- A haltenyésztésről írt cikkei a szaklapokban jelentek meg.
- Munkatárs volt a Somogy című lapnak is.